# Hanibalijan
Flavius Hannibalianus, član Konstantinove dinastije, od leta 335 do smrti Rex Regem et Ponticarum Gentium (Kralj kraljev in pontskih ljudstev) na vzhodu Rimskega cesarstva, * ni znano,  † september 337, Konstantinopel, Bizantinsko cesarstvo.
Hanibalijan je bil sin Flavija Dalmacija, polbrata cesarja Konstantina I. Velikega. Ko je Konsatntin leta 306 prišel na rimski prestol, je svoje polbrate in polsestre, potomce Konstancija Klora in Teodore, hčerke cesarja Maksimijanam vzel v svojo zaščito. Poslal jih je v Toloso v Galiji (današnji Toulouse v Franciji), kjer sta se verjetno rodila Hanibalijan in brat Dalmacij mlajši. Njuno šolanje so zaupali retoriku Eksuperiju. 
Konstantin je leta 324 združil Rimsko cesarstvo, leta 326 pa iz neznanih vzrokov usmrtil svojega sina, cezarja Krispa. Glede na to, da je imel njegov najstarejši sin Konstantin II. takrat komaj devet let, je v Konstantinopel poklical svojega polbrata in njegovo družino in jim podelil visoke državne položaje. Leta 335 je Dalmacija proglasil za cezarja, Hanibalijana pa za »kralja kraljev pontskih ljudstev« (Rex Regem et Ponticarum Gentium). Poročil ga je s svojo hčerko Konstantino in mu podelil naslov  nobilissimus. 
Konstantin je v tistem času načrtoval vojaški pohod proti Sasanidom v Perziji. Po osvojitvi Perzije je verjetno nameraval Hanibalijana posaditi na sasanidski prestol. Do pohoda proti Perzijcem ni prišlo, ker je Konstantin 22. maja 337 umrl. Septembra istega leta je v Konstantinoplu izbruhnil upor vojakov, ki so zahtevali, da prestol pripade Konstantinovim sinovom. Upor je zelo verjetno organiziral Konstancij II. Vojaki so pobili vse Konstantinove moške sorodnike, med njimi tudi Hanibalijana ter njegovega očeta in brata Dalmacija.

## Primarni viri
- Ammianus Marcellinus, Rerum Gestarum XXXI
- Epitome de Caesaribus
- Zosimus, Historia Nova

## Sekundarni viri
- DiMaio, Michael, »Hannibalianus Rex Regum (335-337 A.D)«, in DIR
- The Prosopography of the Later Roman Empire I: A.D. 260 - 395, A.H.M. Jones, J.R. Martindale, J. Morris, Cambridge 1971, str. 407.